# Росновский, Артём Борисович
Росновский Артём Борисович (при рождении Куров; род. 28 января 1982 года, Москва) — веб-инженер и разработчик, в прошлом — радиоведущий, диджей, известный российский подкастер.

## Карьера
Окончил московскую общеобразовательную школу № 46, учился в Российском университете дружбы народов в 1999—2004 годах.
Свою карьеру Артём Росновский начинал на телевидении. В 2000—2001 работал сначала ведущим новостей, потом выпускающим редактором на телеканале «ТВ РУДН», в 2001—2002 — на телеканале М1. В 2002—2003 был продюсером на «Наше радио», после, в 2003—2007 диджеем на «Хит-FM». Продолжительное время работал редактором дневного эфира шоу Александра Карлова и Кати Новиковой и ведущим экономического обзора на «Радио Маяк».
В конце июля 2011 года уволился с должности редактора утреннего шоу на «Радио Маяк» и вместе с семьёй уехал на обучение в Канаду, город Лондон (провинция Онтарио). В 2012 году супруга Артёма Борисовича выиграла в лотерею гринкарту и после непродолжительных размышлений семья приняла решение переехать в Соединённые Штаты Америки. Местом проживания выбран город Ванкувер (штат Вашингтон). В 2017 году Росновский перебрался в район в Сиэтла. Работал в веб-разработке в компаниях Intel, AT&T, Microsoft, Auth0.
В августе 2016 Артём основал компанию Farmslist, которая, по задумке, должна помогать малым фермерам находить новых клиентов.

## Личная жизнь
При совершеннолетии взял фамилию матери — Росновский. Женат. Отношение к религии — протестант, впоследствии атеист.